# William S. Youngman
William Sterling Youngman (* 2. Februar 1872 in Williamsport, Pennsylvania; † 25. April 1934 in Brookline, Massachusetts) war ein US-amerikanischer Politiker. Zwischen 1929 und 1933 war er Vizegouverneur des Bundesstaates Massachusetts.

## Werdegang
William Youngman absolvierte die Harvard University. Nach einem Jurastudium an derselben Universität und seiner 1898 erfolgten Zulassung als Rechtsanwalt begann er in diesem Beruf zu arbeiten. Gleichzeitig schlug er als Mitglied der Republikanischen Partei eine politische Laufbahn ein. Er nahm sowohl am Spanisch-Amerikanischen Krieg von 1898 als auch am Ersten Weltkrieg teil. In den Jahren 1923 und 1924 saß er im Senat von Massachusetts. Dann war er bis 1928 in diesem Staat als State Treasurer Finanzminister.
1928 wurde Youngman an der Seite von Frank G. Allen zum Vizegouverneur von Massachusetts gewählt. Dieses Amt bekleidete er zwischen 1929 und 1933. Dabei war er Stellvertreter des Gouverneurs. Seit 1931 diente er unter dem neuen Gouverneur Joseph B. Ely. Im Jahr 1932 kandidierte er erfolglos für das Amt des Gouverneurs. William Youngman starb am 25. April 1934 in Brookline.